# Cristian Panin
Cristian Panin (Arad, 9 giugno 1978) è un ex calciatore rumeno, di ruolo difensore.

## Palmarès
- Campionato rumeno: 2

CFR Cluj: 2007-2008, 2009-2010
- Coppa di Romania: 2

CFR Cluj: 2007-2008, 2008-2009
- Supercoppa di Romania: 1

CFR Cluj: 2009